# Na ostrie
Na ostrie (На острие) è un film del 2020 diretto da Ėduard Bordukov.

## Trama
La famosa sciabolatrice Aleksandra Pokrovskaja si confronta con la giovane ma forte Kira Egorova proveniente dalla provincia.